# Constantin Carathéodory
Constantin Carathéodory (Κωνσταντῖνος Καραθεoδωρῆς) (né le 13 septembre 1873 à Berlin et mort le 2 février 1950 à Munich) est un mathématicien grec auteur d'importants travaux en théorie des fonctions à variables réelles, calcul des variations et théorie de la mesure. En 1909, Carathéodory fit œuvre de pionnier dans la formulation axiomatique de la thermodynamique en utilisant une approche purement géométrique.

## Famille et études
Constantin Carathéodory naît à Berlin de parents grecs phanariotes, puis il grandit à Bruxelles, où son père Stéphane Carathéodory était ambassadeur de l'Empire ottoman en Belgique. La famille Carathéodory était bien établie et respectée à Constantinople et ses membres détenaient d'importantes positions gouvernementales : son grand-oncle Alexandre Carathéodory avait représenté l'Empire ottoman au Congrès de Berlin et avait été Prince de Samos.    
Le jeune garçon reçoit d'abord une éducation primaire dans une école privée de Vanderstock en 1881. Après deux ans, il la quitte pour accompagner son père à Berlin, et passe les hivers 1883–84 et 1884–85 sur la Riviera italienne. De retour à Bruxelles en 1885, il rejoint une école où son intérêt pour les mathématiques apparaît pour la première fois. En 1886, il entre à l'Athénée royal d'Ixelles et y reste jusqu'à son baccalauréat en 1891. Durant son séjour dans cet établissement, Constantin reçoit deux fois un prix en tant que meilleur élève du pays en mathématiques.
Carathéodory fait des études d'ingénieur en Belgique, à l'École royale militaire d'octobre 1891 à mai 1895 puis à l'École d'Application de 1893 à 1896. En 1897 éclate la guerre gréco-turque, qui le met dans une position difficile en raison de son penchant grec et de l'emploi de son père par l'Empire ottoman. Il trouve un emploi d'ingénieur dans le service colonial britannique, qui l'envoie en Égypte pour travailler à la construction du barrage d'Assiout jusqu'en avril 1900. Lorsque les inondations stoppent les travaux du barrage, il étudie les mathématiques, notamment dans le Cours d'Analyse de Camille Jordan et dans le texte de Salmon sur la géométrie analytique des coniques. Il visite également la pyramide de Khéops dont ses mesures et son commentaire paraîtront en 1901. Il publiera également la même année un livre sur l'histoire et la géographie de l'Égypte.
En 1900, il entre à l'université de Berlin. En 1902, il soutient sa thèse à Göttingen avec un mémoire « Sur les solutions discontinues dans le calcul des variations » (Über die diskontinuierlichen Lösungen in der Variationsrechnung). Les autorités universitaires avaient reconnu son génie mathématique et la veille de sa soutenance (le Rigorosum), Felix Klein vint lui-même lui proposer de passer sa thèse d’habilitation en restant à Göttingen. Carathéodory est habilité le 1er octobre 1904, avec une thèse d'habilitation dirigée par Hermann Minkowski.

## Carrière
Entre 1909 et 1920, il occupe plusieurs postes de chargé de cours dans les universités de Hanovre, de Breslau, de Göttingen et de Berlin. Dès 1920, il est invité à enseigner à Smyrne (l'actuelle İzmir) par le gouvernement grec. En 1922, les turcs reprennent la ville, il se rend alors à Athènes, puis retourne en Allemagne et s'installe à Munich, où il reprend la chaire de Ferdinand von Lindemann à l'université Louis-et-Maximilien.
Les contributions de Carathéodory au calcul des variations, à l’analyse fonctionnelle, à l’optique géométrique, à la thermodynamique ainsi qu’à la physique théorique ont influencé une pléiade de mathématiciens illustres. La reformulation du calcul variationnel par Carathéodory fut lourde de conséquences. Il énonça (vingt ans avant Bellman)  l’équation de Bellman, montra l'importance des inéquations variationnelles et posa les bases de ce qu'on appelle aujourd'hui l’optimisation dynamique. Carathéodory est en outre l'auteur de plusieurs énoncés fondamentaux de la théorie des équations aux dérivées partielles (comme le principe du maximum), de l’analyse fonctionnelle (avec la notion de métrique de Carathéodory), de la théorie de la mesure et de l'intégration. Son théorème sur la mesure extérieure continue de faire l'objet de nombreux développements[réf. souhaitée].